# Rickard Rakell
Rickard Rakell, född 5 maj 1993 i Sollentuna, är en svensk ishockeyspelare som spelar för Pittsburgh Penguins i NHL.  
Han har tidigare spelat på NHL-nivå för Anaheim Ducks och på lägre nivåer för Norfolk Admirals i AHL och Plymouth Whalers i OHL. 

## Klubblagskarriär
Rakell började som ung spela hockey i Sollentuna HC och gick sedan över till Spånga IS. Han spelade sedan två säsonger i AIK:s juniorlag innan han 2010 flyttade till Kanada och juniorligan OHL där han spelade med Plymouth Whalers. I NHL Entry Draft 2011 valdes som han nummer 30 i första rundan av Anaheim Ducks. 

## Landslagskarriär
Rickard Rakell var med i juniorlandslaget som vann Junior-VM 2012 genom att besegra Ryssland i förlängningen med 1–0. Han var även med och vann guld för Tre Kronor i VM 2018.

### Fotnoter
1. ↑  Malin Fransson (6 maj 2018). ”Efter besvikelsen har Rakell hittat känslan för mål” (på svenska). Dagens nyheter. https://www.dn.se/sport/ishockey/efter-besvikelsen-har-rakell-hittat-kanslan-for-mal/. Läst 6 maj 2018.